# 花に水をやる窓辺の老女
『花に水をやる窓辺の老女』（はなにみずをやるまどべのろうじょ、独: Alte Frau am Fenster, Blumen giessend、英: Old Woman Watering Flowers）、または『窓辺の老女』（まどべのろうじょ、英: Old Woman at the Window）は、17世紀オランダ黄金時代の画家ヘラルト・ドウが1660-1665年にオーク板上に油彩で制作した絵画である。画面上部右側にある鳥籠に「GDOV」と署名されている。老女が花に水をやっている行為の解釈については意見の一致を見ていない。作品は1811年以来、ウィーンの美術史美術館に所蔵されている。

## 作品
1660-1665年の時期に、ドウは主要な人物を大型化し、人物は画面の前景へと引き寄せて表された。この時期に制作された本作は、そのクローズアップにより錯覚を起こさせる一種のだまし絵として描かれている。また、画家が事物の様々な性質を描き分ける高度の技術的精密さによって印象に残る作品となっている。
構図を決定し、同時に枠づけを行う石造りの半円アーチ型の開かれた窓は画家が特に愛好したモティーフで、医者や料理女がいる情景、その他の風俗の情景を描く場合に用いられた。本作でも、老女が水差しの瓶を持って半円アーチ型の窓から身を乗り出している。おそらく、左にある花に水をやろうとしているのであろう。しかし、彼女は花の向こうのほうを見ている。非常に日常的に見える光景であるが、その解釈は様々な議論を呼んでいる。
シャーマ (Schama) は、この女性を年齢以上に老け込んだ老女と見なしている。彼女の皴は放縦な行状の結果であり、したがって右側の空の鳥籠と白い花は、失われた無垢の状態を暗示するものとして理解されるべきだということになる。なお、オランダ語の「フェーヘルン＝性交する」という語は「フォーヘル＝鳥」から派生しているので、鳥籠は性的な暗示をもつことがある。いずれにしても、水差し、植木鉢、鳥籠は過去における愛の喜び、あるいは過去一般を示しているのかもしれない。
ベーア (Baer) はシャーマに反論して、すでに16世紀に花に水をやることは、物事の節度についての非常に道徳的な象徴と見なされていたと主張する。それは、水をやりすぎれば植物を痛めてしまうように、過度の労働は人間の身体によくないということを意味する。ベーアはドウによる類似の図像の絵画を挙げ、そこに昔から節度の象徴とされた天秤が付け加えられていることを指摘している。